# Geranium berteroanum
Geranium berteroanum là một loài thực vật có hoa trong họ Mỏ hạc. Loài này được Colla mô tả khoa học đầu tiên năm 1834.